# Felipe de Mecklemburgo
Felipe, duque de Mecklemburgo, a veces llamado Felipe I (12 de septiembre de 1514 - 4 de enero de 1557) fue un duque de Mecklemburgo-Schwerin.
Era el hijo más joven de Enrique V de Mecklemburgo, y Elena del Palatinado, una hija de Felipe del Palatinado. Como resultado de una herida en un torneo estuvo mentalmente enfermo durante muchos años. Después de la muerte de Enrique V en 1552, vivió en la corte del duque Ulrico de Mecklemburgo en Güstrow, donde murió. Si gobernó activamente es cuestionable a la luz de su discapacidad.
Fue enterrado en la Catedral de Doberan.